# روجر ونايت
روجر ونايت (6 سبتمبر 1946 في المملكة المتحدة - ) (بالإنجليزية: Roger Knight)‏ هو لاعب كريكت بريطاني.

## وصلات خارجية
- روجر ونايت على موقع إي آس بي آن كريك إنفو (الإنجليزية)